# 6990 Toya
A 6990 Toya (ideiglenes jelöléssel 1994 XU4) a Naprendszer kisbolygóövében található aszteroida. Kobajasi Takao fedezte fel 1994. december 9-én.